# Vincent Cordouan

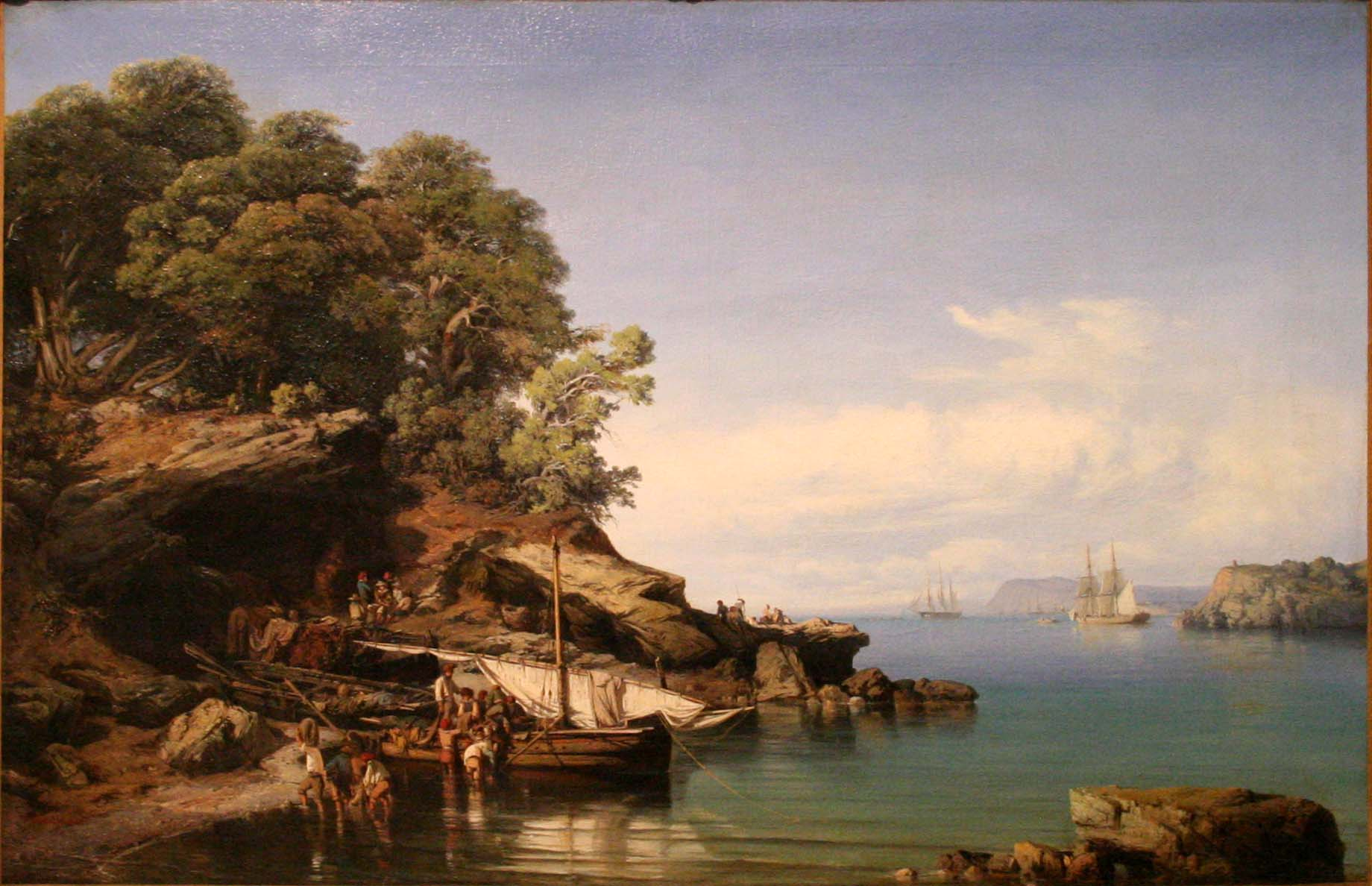
Marina

Vincent Joseph François Cordouan, o Courdouan (Tolone, 6 marzo 1810 – Tolone, 8 dicembre 1893), è stato un incisore, litografo, pittore e insegnante francese.

## Biografia
Insegnante alla scuola navale di Tolone, fu attivo tra il 1825 e il 1893. Nel 1836 operò a Fontainebleau.
Si specializzò nella realizzazione di marine, vedute costiere e paesaggi. Tra le sue opere "Vue de la rade de Saint Cyr a la Ciotat".
Furono suoi allievi Jacques Félix Brun, Jean Nicolas Laugier, Pierre Jacques Létuaire e Charles Meryon dal 1839 al 1841.